# سفنو
سفنو هي جزيرة صغيرة جدا تابعة لأرخبيل قرقنة، وهي محاذية لجزيرة شرقي.تقع جزيرة سفنو شرق تونس